# 2013년 지린성 더후이시 닭고기 가공공장 화재
2013년 지린성 더후이시 닭고기 가공공장 화재(중국어: 吉林寶源豐禽業公司火災)는 2013년 6월 3일 중국 현지 시간으로 오전 6시 6분(한국 표준시 : 오전 7시 6분), 지린성 더후이시에서 발생한 닭고기 가공공장 화재 사고이다. 이 화재 사고로 112명의 종업원 등이 숨지고 54명이 다치는 사건이기도 하다. 화재의 원인이 암모니아의 유출에 의한 화재로 드러나고 있어, 중국에서는 2000년 당시 309명의 사망자를 발생시킨 허난성에 있었던 뤄양 크리스마스 화재 이래 최악의 인명 사고로 기록되고 있었다.

## 개요
이 화재 사건의 원인을 보면, 중국 신문의 기사를 인용한 결과에 따라, 바오위안 가금류 유한회사에 있었던 닭고기 가공품 냉장재로 쓰여 있었던 암모니아 가스가 새면서 폭발하여 발생된 것으로 추정되었다. 인근 주민의 의견에 따르면 공장에서 3차례에 걸친 대형 폭발 사고가 발생되기도 하였고, 화재가 일어난 시간대에는 350여 명의 근로자가 교대 근무하였던 것으로 드러나고 있다. 다만, 폭발 사고가 일어난 해당 공장에서는 유독가스가 워낙 심한 상태였으며, 추가 폭발 가능성도 배제하지 못해 구조 작업에 난항을 겪기도 한다. 신화통신에 따르면, 생존자들이 공장의 인테리어가 복잡하게 얽혀 있는 구조를 이루어져 있고, 비교적 협소해진 통로 구조상 앞문이 잠겨 있어 탈출하기가 미로처럼 어렵다는 보도가 들어오기도 하였다. 그리고, 화재가 발생된 해당 공장에는 직원이 무려 1,200여 명이나 보유하고 있으며, 연간 닭고기 생산량이 65,000톤에 이르는 업체로 알려져 왔지만 일부는 조선민주주의인민공화국, 몽골, 러시아, 일본, 대한민국, 미국, 베트남, 파키스탄, 이란, 아제르바이잔 등 인접 국가로 수출되고 있는 것으로 드러난다.

## 같이 보기
- 2010년 상하이 아파트 화재
- 인천 세일전자 화재
- 제천 스포츠센터 화재
- 교토 애니메이션 방화 사건
- 대왕코너 화재
- 마르코폴로 콘도 화재
- 햄릿 치킨 가공공장 화재(영어판)